# Летището в Дубай
Летището в Дубай (на английски: Ultimate Airport Dubai) е документална телевизионна поредица, излъчвана по международните версии на канал Нешънъл Джиографик в повече от 170 страни, преведена на 45 езика. Поредицата е поръчана от Нешънъл Джиографик Ченълс и е продуцирана от Ароу Медия.
Летището в Дубай проследява ежедневните дейности, извършвани на Международното летище Дубай, като следва служинелите, наети на летището, поддръжката на съоръженията, диспечерите на въздушното движение, митническите служители, наземния и обслужващия персонал. Преговорите с летищните оператори относно разрешението да се заснема поредицата започват през януари 2012 г.
Снимките на първия сезон започват през септември 2012 г. и завършват през февруари 2013 г. и се състои от 10 епизода. Премиерата му е на 5 септември 2013 г. в избрани региони. Поредицата е подновена след високия рейтинг, който получава в световен мащаб и на местно ниво, съдържа 10 епизода, а премиерата му е на 11 декември 2014 г. Премиерата на третия сезон, състоящ се от 10 епизода, е на 12 юни 2015 г.

## Епизоди
| Сезон | Сезон | Епизоди | Излъчване        | Излъчване        |
| Сезон | Сезон | Епизоди | Премиера         | Финал            |
| ----- | ----- | ------- | ---------------- | ---------------- |
|       | 1     | 10      | 5 септември 2013 | 7 ноември 2013   |
|       | 2     | 10      | 29 октомври 2014 | 24 декември 2014 |
|       | 3     | 10      | 7 октомври 2015  | 9 декември 2015  |

## Излъчвания
Премиерата на поредицата е по Нешънъл Джиографик Абу Даби и избрани международни версии на Нешънъл Джиографик Ченълс на 5 септември 2013 г. Вторият сезон е представен премиерно на избрани пазари в световен мащаб, включително Великобритания на 29 октомври 2014 г. с двоен епизод.
В Австралия първи сезон е представен премиерно на 17 септември 2013 г. по Нешънъл Джиографик Австралия, втори сезон е представен на 7 декември 2014 г.
Третият сезон е премиерно представен в Италия на 5 октомври 2015 г., в Австралия - на 7 октомври 2015 г., в Азия - на 8 октомври 2015 г., в Южна Африка е представен на 15 октомври 2015 г., а във Великобритания - на 28 октомври 2015 г.
Премиерата на Летището в Дубай в България е през 2020 г., като епизодите са дублирани на български език.